# NGC 765
NGC 765 è una vasta galassia a spirale barrata situata nella costellazione dell'Ariete, a una distanza di circa 233 milioni di anni luce dalla nostra Via Lattea.

## Scoperta
La galassia è stata scoperta l'8 ottobre 1864 dall'astronomo tedesco Albert Marth.

## Descrizione
NGC 765 ha una classe di luminosità II-III e presenta una larga riga a 21 cm dell'idrogeno neutro.
Data la sua luminosità superficiale pari a 15,04, NGC 765 può essere classificata come una galassia a bassa luminosità superficiale (nella letteratura in lingua inglese abbreviata in LSB, acronimo di Low Surface Brightness). Le galassie LSB sono galassie di tipo diffuso (D) con una luminosità superficiale inferiore di almeno una magnitudine a quella del cielo notturno circostante.

## Gruppo di IC 187
NGC 765 fa parte del Gruppo di IC 187. Il gruppo comprende almeno 14 galassie, tra cui NGC 765, NGC 776, IC 187 e IC 1764. Queste ultime quattro, assieme a UGC 1451 (identificata anche come 0155+2507 o CGCG 0155.6+2507), sono menzionate anche da Abraham Mahtessian nel suo articolo del 1998. Mahtessian denomina proprio Gruppo di NGC 765 questo raggruppamento di cinque galassie.